# Битва за Идлиб (2015)
В марте 2015 года в городе Идлиб, начались боевые действия между правительственной армией и отрядами террористических групп различных исламистских организаций, объединённых в т. н. «Армию Завоевания».
После пяти дней ожесточённых боев, командование сирийской армии приняло решение отступить из города. Таким образом, Идлиб с населением в 100 тысяч человек стал вторым городом, после Ракки, который полностью перешёл под контроль боевиков.

## Столкновения
На следующий день боевикам удалось отбить четыре контрольно-пропускных пункта, которые они потеряли накануне. Весь день бои шли у въезда в восточную часть города. Вечером, по сообщениям властей, в Идлиб прибыла 11-я бронетанковая дивизия и провела контратаку в промышленном районе города. При попытке напасть на блок-пост сирийской армии был ликвидирован один из главарей группировки «Ахрар аш-Шам» — Абу Джамиль Юсуф Кутуб. В этот же день погиб и полевой командир местного подразделения «Хезболлы» — Аль Хадж Валаа.
По сообщениям джихадистов, 36 солдат правительственной армии были казнены за передачу им разведданных для наступления. К концу второго дня боёв, боевикам удалось захватить 17 контрольно-пропускных пунктов и армейских блок-постов.
Во время отступления правительственных войск были казнены 15 заключённых, которые находились в местном отделении разведки.